# Auri Silvestre
Auri Silvestre da Luz ou Auri Silvestre (Estrela/RS - atualmente município de Colinas/RS - 8 de maio de 1940 — Porto Alegre, 1986) é um compositor brasileiro.
É o autor, com a ajuda do cantor e compositor Moraezinho, do hit Panela Velha, conhecido nacionalmente na interpretação de Sérgio Reis.

## Panela Velha
Após sofrer um acidente de trabalho, Auri foi internado para sua recuperação. Durante sua estada no hospital conheceu uma enfermeira (mais velha) por quem se apaixonou. Ao contar à família, disseram que ela era velha de mais para ele. Para explicar a paixão para a família compôs a canção Panela Velha, que fez sucesso na voz de Sérgio Reis.[carece de fontes?]

## Obras
- A filha do capataz
- A porteira (c/ Luis de Castro)
- Documentos sertanejos (c/ Chico Viola)
- Filho do pecado (c/ Mariel)
- Fofoqueiro (c/ Mariel)
- Fuscão Preto (c/ Jeca Mineiro)
- Panela Velha (c/ Moraezinho)